# نوال سلاوي
نوال سلاوي (بالفرنسية: Nawal Slaoui)‏ (من مواليد 16 فبراير 1966) هي لاعبة تزلج مغربية في جبال الألب. شاركت في ثلاثة أحداث في الألعاب الأولمبية الشتوية لعام 1992.

## روابط خارجية
- نوال سلاوي على موقع الاتحاد الدولي للتزلج (التزلج على المنحدرات الثلجية) (الإنجليزية)
- نوال سلاوي على موقع أوليمبيديا (الإنجليزية)